# Tiglat-Pileser I.
Tiglat-Pileser I. (akadski: Tukulti-apil-Ešara »moje je uzdanje u sinu Ešarinu«) bio je asirski kralj od 1115. do 1076. pr. Kr.
Prema njegovim natpisima, čini se da je pažljivo poticao strah prema sebi među svojim podanicima i neprijateljima. Kao sin Ašur-reši-išija I., uzašao je 1115. pr. Kr. na asirsko prijestolje, te postao jedan od najvećih asirskih osvajača. Ponajprije je poveo pohod protiv naroda Mušku koji je provalio u područje Asirije oko gornjeg toka Eufrata, što je označilo početak višegodišnjeg ratovanja na zapadu Asirije, na kraju kojega Tiglat-Pileser govori o bogatom plijenu što ga je oteo ovom narodu. Potom je krenuo prema Kapadociji, te od Hetita preoteo sjeverno područje Asirije nazvano Subartu. Nakon toga, asirska je vojska prodrla u zemlju oko jezera Van, a odatle na zapad. O ovim pohodima svjedoči i kraljevska stela.
Sljedeći neprijatelji s kojima dolazi u dodir bili su Aramejci na sjeveru Sirije. Triput je Tiglat-Pileseru pošlo za rukom stići do samih izvora Tigrisa. Potom je krenuo prema Gubalu (kasnijem Biblosu), Sidonu i Arvadu, stigavši tako do Sredozemnog mora. Kraljevski ljetopisi ovdje spominju da je kralj zaplovio morem i ondje ubio biće koje se naziva nahiru ili »morski konj.« Danas nije jasno koja je to životinja mogla biti. Postoje i drugi izvještaji o lovu povezani s ovim kraljem.
Tiglat-Pileser I. izveo je i više građevinskih zahvata, a osobito su značajne obnove hramova božanstava Ašur i Hadad u gradu Ašuru.
Čini se da je kraj njegove vladavine bio prilično nespokojan, jer je pojačan pritisak Aramejaca na kraljevstvo. Umro je 1076. pr. Kr., a naslijedio ga je njegov sin Ašarid-apal-Ekur. Njegovi su sinovi bili i kasniji asirski kraljevi: Ašur-bel-kala i Šamši-Adad IV.